# Yawan (distrikt i Afghanistan)
Yawan är ett distrikt i Afghanistan. Det ligger i provinsen Badakhshan, i den nordöstra delen av landet, 300 kilometer norr om huvudstaden Kabul.
Distriktet beräknades år 2022 ha cirka 38 000 invånare.